# محمد سعيد الجزائري
الأمير محمّد سعيد الجزائري (1885-1970) هو سياسي جزائري - سوري أقام في دمشق، ونصب نفسه حاكماً على المدينة خلال الفترة الانتقالية الفاصلة بين خروج الجيش العثماني ودخول القوات العربية مع نهاية الحرب العالمية الأولى عام 1918. وهو حفيد المجاهد الجزائري الأمير عبد القادر الجزائري الذي عاش وأقام في سوريا.
عقب انسحاب العثمانيين من دمشق تحرك محمّد سعيد الجزائري وأعلن نفسه رئيساً للحكومة العربية في سوريا باسم الشريف حسين بن علي قائد الثورة العربية الكبرى، واستمر في منصبه أياماً قليلة انقضت بدخول فيصل بن الحسين إلى دمشق حيث قام بتنصيب الفريق رضا باشا الركابي حاكماً عسكرياً ورئيساً للوزراء، والذي قام بدوره باعتقال الأمير محمد سعيد. وقام بإرسال شكري باشا الأيوبي إلى بيروت على رأس كتيبة من الجنود ليكون حاكماً عاماً عليها تابعآ للحكومة المركزية في دمشق.

## نشأته وصعوده
ولد الأمير محمّد سعيد الجزائري لأسرة جزائرية مقيمة في دمشق منذ خمسينيات القرن التاسع عشر، وكان جده المجاهد الأمير عبد القادر الجزائري، قائد الثورة الجزائرية ضد الاستعمار الفرنسي التي دامت سبعة عشر عاماً من عام 1830 حتى عام 1847. احتجز جده في السجون الفرنسية حيث تعرض لتعذيب شديد، قبل اطلاق سراحة ونفيه إلى دمشق عام 1855. استقرت عائلة الجزائري في زقاق النقيب بحي العمارة، خلف الجامع الأموي، حيث ولد الأمير محمّد سعيد عام 1883، سنة وفاة جده الأمير عبد القادر.
لم يشارك الأمير محمّد سعيد بالثورة العربية الكبرى التي أعلنت ضد الدولة العثمانية عام 1916، بقيادة الشريف حسين بن علي، وحافظ على ولائه لنظام الحكم القائم حتى خريف العام 1918، عندما وصلت طلائع الثوار إلى مشارف مدينة دمشق. استدعي الأمير محمّد سعيد إلى مقر الحكم العثماني المؤقت في فندق فيكتورياعلى ضفاف نهر بردى، وعُقد اجتماع بينه وبين جمال باشا المرسيني، الذي طلب من الأمير تأمين حماية للجنود العثمانيين المنسحبين من دمشق. كان الأمير سعيد يأتمر على قوة عسكرية من الجنود الجزائرين الموالين لأسرته، والذين جاؤوا مع جده إلى دمشق، فأمرهم بتوفير حماية للجنود المنسحبين ولأحياء المدينة المنكوبة من أي عمليات سرقة أو شغب. المجموعة الأولى من رجاله نُشرت جنوب المدينة في حي الشاغور ووزعت الفرق الأخرى على الميدان، وباب شرقي، وباب توما، والقصاع، وحي الأكراد على سفح جبل قاسيون. وتوجهت مجموعة كبيرة من رجال الأمير إلى أحياء الصالحية والمهاجرين، حيث منزل الحاكم التركي ومعظم ضباطه، وذهبت مجموعة أخرى لحماية وسط المدينة، من حي باب الجابية وسوق مدحت باشا وسوق الحميدية مروراً بساحة المرجة حيث السراي الحكومي.

## تنصيبه حاكماً على دمشق
ذهب الأمير سعيد برفقة ثلاثة من أقربائه إلى مبنى السراي ليجدوه خالياً تماماً من أي وجود عثماني. اتجه نحو مكتب الوالي في الطابق العلوي من البناء ووجد مقعد الحكم شاغراً، فجلس عليه عامداً، معلناً نفسه حاكماً عربياً مستقلاً على ولاية الشام، قائلاً: «اعتبرت نفسي مسؤولاً عن دمشق.» أعلن الحكم باسم الشريف حسين بن علي، قائد الثورة العربية الكبرى، بالرغم أن الأمير سعيد لم يكن قد حصل على أي تكليف، لا من الشريف حسين أو من الحكومة البريطانية الداعمة له. بدأ الأمير سعيد بترتيب البيت الداخلي واختيار فريق عمله لحكم العاصمة أولاً ومن ثم سوريا كلها، وطلب من صديقه الصحافي والروائي معروف الأرنأؤوط إحضار راية الثورة العربية من منزله بحي العمارة، لرفعها فوق دار الحكومة، بعد إنزال العلم العثماني. قيل يومها إن هذه الراية أعطيت لشقيقه الأمير عبد القادر الجزائري الصغير من الشريف حسين نفسه لتُرفع فوق دار الحكومة بدمشق بعد خروج آخر جندي عثماني من المدينة. اختلف المؤرخون وشهود العيان على تاريخ رفع العلم العربي في دمشق، فيقول الأمير سعيد في مذكراته أنها رفعت في 28 أيلول 1918، ويؤكد لورنس العرب أن الحدث تم في الثلاثين من الشهر ذاته، بفارق ثمانية وأربعين ساعة. أما جريدة المقتبس الدمشقية فقد نفت كلتا الروايتين، وأكدت في عددها الصادر يوم 27 أيلول 1918، أن العلم العربي رفع في 26 من شهر أيلول. في اليوم التالي، أقيمت الصلاة في الجامع الأموي باسم الشريف حسين، وأمّ بالمصلين الأمير سعيد نفسه، بصفته ولياً عن الأمة.
باشر الأمير حكمه باختبار رجال العهد الجديد، من معاونين ووزراء. ذهبت إدارة البرق والبريد مناصفةً بين معروف الأرنأؤوط وصديقه عثمان قاسم، وطُلب منهما الإبراق إلى المدن والقرى السورية كافة للإعلان عن تأسيس حكم وطني في دمشق تحت إمرته. جاء في نص البيان: "بناء على تسليمات الدولة التركية، فقد تأسست الحكومة العربية الهاشمية على دعائم الشرف. طمأنوا الجميع وأعلنوا الحكومة باسم الحكومة العربية." وُقِّعت الرسالة باسم «الأمير سعيد،» من دون تحديد الأسرة أو النسب، فكلاهما كان معروفاً لدى الناس. بعدها أمر الأمير بمصادرة ما تبقى من الأموال العثمانية ووضعها تحت مراقبة صديقه شكري التاجي، فقام الأخير بجرد الممتكلات العامة للدولة وسلمها بدوره للضابط الدمشقي ممدوح العابد. ثم عيّن الأمير سعيد الضابط الدمشقي سعدي كحالة قائداً للدرك، والفلسطيني أمين التميمي مديراً للأمن العام، كما عيّن الوجيه عمر بيهم حاكماً لمدينة بيروت، وأحمد مختار بيهم قائداً لأمنها. وشكل الأمير سعيد بعدها حكومة مصغرة لإدارة شؤون البلاد، مؤلفة من خمسة وزراء، هم: فارس الخوري وعطا الأيوبي وشاكر الحنبلي وجميل الإلشي وبديع مؤيد العظم.
إلا أن هذه الحكومة لم تدوم طويلاً، ففور وصول القوات البريطانية إلى دمشق، برفقة الأمير فيصل بن الحسين يوم 3 تشرين الأول 1918، قام الضابط توماس لورنس بعزل الأمير سعيد عن منصبه، وأمر باعتقال شقيقه الأمير عبد القادر الجزائري الحفيد، معتبراً أن في تسلمهم للحكم تجاوز صريح لمكانة بريطانيا العظمى ومخططاتها في الشرق الأوسط. سلّم الأمير سعيد مقاليد الحكم ومفاتيح السراي، منهياً بذلك أقصر فترة حكم عرفته مدينة دمشق في تاريخها المعاصر.

## زمن الانتداب الفرنسي
في سنوات الانتداب الفرنسي، كان الأمير سعيد يظهر بين فينةٍ وأخرى بصفته حاكماً سابقاً ووريثاً للأمير عبد القادر الجزائري. عاد إلى دمشق بعد منفى قصير في مدينة حيفا دام حتى سنة 1924، ليؤسس جمعية الخلافة السورية في دمشق، رداً على إلغاء منصب الخليفة من جمهورية كمال أتاتورك العلمانية، وتفرّغ لإعادة خليفة صالح للمسلمين، عارضاً نفسه لهذا المنصب، بشرعية نسبه الشريف إلى الرسول. وعندما قصف الفرنسيون دمشق إبان الثورة السورية الكبرى في 18 تشرين الأول 1925، ظهر الأمير سعيد مجدداً، وسافر إلى بيروت لمقابلة المفوض السامي موريس ساراي، باسم أهالي مدينة دمشق، للتفاوض على وقف إطلاق النار وشروط الهدنة.
بعدها قام بإطلاق الحملة الوطنية لمقاطعة شركة كهرباء دمشق البلجيكية عندما رفعت تعرفة ركوب الترامواي مشعلة الغضب لدى الدمشقيين. هاجم رجال الأمير سعيد حافلات الترامواي وأضرموا النار بداخلها، ثم دخلوا المتاجر وأجبروا أصحابها على الإغلاق وعلى مقاطعة شركة الكهرباء برفضهم دفع التعرفة، وباستخدام مصابيح الكاز بدلاً من الكهرباء، في عصيان مدني ممنهج ضد حكومة الانتداب. واستمر الإضراب بأمر من الأمير سعيد طوال صيف عام 1931 ونجح في إجبار الشركة الأجنبية على التراجع وتخفيض تعرفة الكهرباء والركوب في الترامواي بقرش سوري. في تشرين الأول عام 1931 ترأس الأمير سعيد تظاهرات حاشدة عمّت أرجاء المدينة، في الذكرى الأربعين لاستشهاد عمر المختار قائد المقاومة الليبية ضد الإيطاليين.
وكان ضمن السياسيين المؤسسين لتنظيم الكتلة الوطنية، وهو أبرز تجمع سياسي مناهض للانتداب، عقد مؤتمره التأسيسي في بيروت في 19 تشرين الأول 1927 بحضور الأمير سعيد وبرئاسة هاشم الأتاسي وعضوية عدد من الأعيان كان من بينهم عبد الرحمن الكيالي ممثلاً عن حلب ونجيب البرازي ممثلاً عن حماة وعبد الحميد كرامي، ممثلاً عن طرابلس الشام.
نشرت مذكرات الأمير محمّد سعيد الجزائري في الجزائر عام 1968، وأعيد طبعها بدمشق عام 2015 من قبل مؤسسة الأمير عبد القادر الجزائري الدولية للثقافة والتراث تحت إشراف الأمير جعفر طاهر الجزائري، حيث راجعها وقدم لها المؤرخ السوري سامي مروان مبيّض. قبل وفاته عام 1970، تم استضافة الأمير محمّد سعيد الجزائري في القصر الجمهوري بدمشق، بصفته حاكماً سابقاً على المدينة، بدعوة من رئيس الدولة أحمد الخطيب ورئيس الحكومة حافظ الأسد.